# Eneagrama de personalidade

Símbolo do Eneagrama

Eneagrama de personalidade, ou simplesmente eneagrama (das palavras gregas ἐννέα [ennéa, que significa "nove"] e γράμμα [grámma, que significa algo "escrito" ou "desenhado"), é uma técnica de autoconhecimento.
Composto por um círculo, um triângulo e uma hexade, o eneagrama é uma figura geométrica de nove pontas que funciona como símbolo processual. Pode ser usado na compreensão e estudo de qualquer processo contínuo, uma vez que, sua lógica, o fim é sempre o início de um novo ciclo. É essa riqueza de possibilidades que explica a presença do eneagrama em diversas tradições antigas, do pensamento grego de Pitágoras e Platão às filosofias herméticas e gnósticas, passando pelo judaísmo, cristianismo e islamismo.
É uma técnica pseudocientífica, pois carece de qualquer prova científica. Tem havido uma análise psicométrica formal limitada do eneagrama e a pesquisa revisada por pares que foi feita não foi amplamente aceita nas comunidades acadêmicas relevantes.
Como tipologia, o eneagrama define nove tipos de personalidade (por vezes chamados de "eneatipos"), que são representados pelos pontos de uma figura geométrica chamada eneagrama, que indicam as ligações entre os tipos. Existem algumas escolas de pensamento diferentes entre os professores de Eneagrama e os seus entendimentos nem sempre estão de acordo.
No mundo moderno, a presença do eneagrama se deve a Gurdjieff, filósofo armênio que ensinou filosofia do autoconhecimento profundo no começo do século XX. Gurdjieff deparou-se com o símbolo em uma de suas viagens e passou a utilizá-lo como um modelo de processos naturais.
Alguns anos mais tarde, Oscar Ichazo, filósofo boliviano que, assim como Gurdjieff, era fascinado pela ideia de recuperar conhecimentos perdidos, pesquisou e sintetizou os vários elementos do eneagrama. No início da década de 50, Ichazo associou as nove pontas do símbolo aos nove tributos divinos que refletem a natureza humana, oriundos da tradição cristã. Nascia a relação entre o eneagrama e os tipos de personalidade. Ao longo dos anos seguintes, Ichazo estabeleceu a sequência adequada de emoções no símbolo, fazendo mais de 108 eneagramas descrevendo processos e criando o primeiro mapa da psique humana para elevação do nível de consciência.
O eneagrama da personalidade tem sido amplamente promovido tanto em contextos de gestão empresarial como de espiritualidade através de seminários, conferências, livros, revistas e DVDs. Em contextos empresariais é geralmente usado como uma tipologia para obter insights sobre as dinâmicas interpessoais no local de trabalho; em espiritualidade é mais comumente apresentado como um caminho para estados superiores de ser, essência e esclarecimento. Ambos os contextos dizem que pode ajudar na autoconsciencialização, autoentendimento e autodesenvolvimento.

## Os Nove Tipos
O estudo do Eneagrama é organizado em 03 centros: Instintivo, Emocional e Mental.
| Centro              | Extrovertido | Ambivalente | Introvertido |
| Instintivo (Ação)   | 8            | 9           | 1            |
| Emocional (Emoções) | 2            | 3           | 4            |
| Mental (Pensamento) | 7            | 6           | 5            |
| ------------------- | ------------ | ----------- | ------------ |

| Tipo | Tipo Eneagramático          | Ponto de Fixação | Motivador        | Vício    | Ideia Sagrada  | Compulsão Neurótica |
| ---- | --------------------------- | ---------------- | ---------------- | -------- | -------------- | ------------------- |
| 1    | Disciplinado, Reformista    | A organização    | Ser correto      | Ira      | Independência  | Perfeccionismo      |
| 2    | Prestativo, sedutor         | Os outros        | Ser querido      | Orgulho  | Altruísmo      | Gentileza           |
| 3    | Bem-sucedido, Competitivo   | A auto-imagem    | Ser admirado     | Ganância | Reconhecimento | Ambição             |
| 4    | Individualista, Romântico   | A identidade     | Ser diferente    | Inveja   | Origem         | Insatisfação        |
| 5    | Observador, Pensador        | O conhecimento   | Ter conhecimento | Avareza  | Onisciência    | Isolamento          |
| 6    | Questionador, intuitivo.    | A confiança      | Estar seguro     | Medo     | Lealdade       | Dúvida              |
| 7    | Sonhador, Impulsivo         | A diversão       | Ter satisfação   | Gula     | Desejo         | Improvisação        |
| 8    | Confrontador, Líder         | A justiça        | Ser desoprimido  | Luxúria  | Verdade        | Vingança            |
| 9    | Pacifista, Preservacionista | O corpo          | Estar tranqüilo  | Preguiça | Despreocupação | Indolência/Apatia   |

### Tipo 1 - Perfeccionista e exigente
- Animal: Formiga;
- Centro Preferido: Ativo;
- Centro Apoio: Emocional;
- Centro Reprimido: Teórico;
- Vício: Raiva;
- Sentimento: Falta de Confiança;
- Ferida Original: Traição;
- Vive no: Presente;
- Infância: São crianças que tiveram pais extremamente severos de modo que aprenderam a demonstrar desde cedo, sentimentos adultos.
- Sua tentação: Retitude (ser correto);
- Buscam: Ser perfeitos;
- Acabam: Perdendo a humanidade;
- Sua felicidade: Perfeição;

Características Comuns
- Necessidade de fazer tudo perfeito;
- Centralizadores;
- Moralistas;
- Mundo dicotômico (preto ou branco, 8 ou 80);
- Insatisfeitos;
- Fazedores de listas;
- Críticos;
- Irritação com a desordem;
- Lentos nas decisões;

Características Maduras
- Empreendedores;
- Organizados;
- Justos;
- Realistas;
- Íntegros;
- Disciplinados;
- Éticos;

Características Imaturas
- Impacientes e intolerantes;
- Manipulam através do certo & errado;
- Sempre têm razão;
- Apego exagerado a detalhes;
- Dificuldade em lidar com o prazer;
- Auto-culpa;
- Não confiam em ninguém.

As pessoas do tipo 1 são muito perfeccionistas, por serem exageradamente exigentes. Seu vício emocional inconsciente é a raiva, porque não encontra a perfeição que deseja.
Este tipo possui um estresse constante por manter as coisas da forma perfeita. Por serem muito exigentes consigo e com os outros, são muito difíceis de agradar, preocupam-se com o mínimo detalhe. Sua exigência os torna pessoas rígidas e intolerantes. Sentem que as coisas estão incompletas.
Na infância as crianças desse tipo tiveram pais muito críticos e exigentes, sendo assim, elas desde cedo desenvolveram comportamentos adultos.
Pessoas assim enxergam tudo na dicotomia de certo ou errado ou de adequado ou inadequado, sem termos intermediárias. Parecem autoritárias, por serem reprovadoras e rígidas, seguindo firmemente regulamentos e formalismos. Consideram-se eficazes.
Essas pessoas são disciplinadas, comportam-se de maneira adequada seguindo regras e formalidades acima de tudo, tendo dificuldades para ser espontâneas. São objetivas, determinadas e comprometidas, preocupam-se demais em fazer o que que tem que ser feito, dando prioridade às tarefas principais. São pessoas sérias e sinceras, levam as coisas muito a sério por menor que sejam.
São pessoas críticas e punitivas. Constantemente fazem autocrítica e esperam sempre serem criticados, consideram as críticas construtivas, que os ajudam a encontrar imperfeições para melhorar, mas ficam muito preocupados com as críticas recebidas, buscando melhorar. Pensando que os outros também esperam críticas, criticam os outros com o objetivo de ajudar. Dificilmente aceitam elogios, principalmente genéricos, porque dificulta no reconhecimento de suas próprias conquistas.
São cheias de regras. São esforçadas, trabalhadoras e organizadas, acreditando que isso as faz merecedoras. Consideram as coisas boas que têm como provas de suas virtudes, não como coisas para desfrutar. Buscam ser independente dos outros e evita que os outros sejam dependentes delas.
Trabalham normalmente em áreas em que seu esforço pode ser medido, como por exemplo áreas de contabilidade, financeiras, de organização e de métodos. Elas são base em organização e realização das tarefas, mas sua exigência excessiva atrapalha nas relações com os outros.
Seu ponto de estresse é 4, incorporando o vício inveja, e seu ponto de segurança é 7, incorporando a loquacidade, quando criativas.

### Tipo 2 - Amigável e orgulhoso
As pessoas do Tipo 2 são prestativas, porque gostam de ajudar os outros preocupando-se mais com os outros do que consigo. Seu vício emocional inconsciente é o orgulho, que por serem prestativos, acham-se capazes e independentes.
São amigáveis, carismáticas e atrativas, sendo o tipo de pessoa que os outros gostariam de conhecer. São boas como amigas e queridas onde vivem. Elas têm uma capacidade boa de perceber os problemas alheios. Preocupam-se cuidadosamente com as pessoas, cada uma de forma particular, com o objetivo de apenas agradá-las.
São sensíveis para perceber os estados de espírito daqueles que desejam agradar. Comportam-se de maneira diferente com cada pessoa, mas não estão sendo falsos por isso. Oferecem graciosamente seu tempo e energia para ajudar outras pessoas, e suas habilidades e recursos estão normalmente disponíveis. Dificilmente se recusam a ajudar os outros e chegam a fazer sacrifícios pelos outros.
São confiantes, consideram-se capazes e auto-suficientes, que sabem e podem fazer. Odeiam pedir algo a alguém e odeiam receber ajuda alheia. Procuram em manter a imagem idealizada, para não ferir seu orgulho. Sentem-se mal quando não conseguem ajudar alguém. Costumam se consideram boas a ponto de não ter necessidade de competir. Consideram-se bem-intencionadas.
Preferem lidar com a vida cotidiana e relações humanas, sendo sugestivas. Por serem mais centradas nos outros, tornam-se agressivas quando não atendidas. Sentem-se menosprezados se ajudam alguém que não reconhece sua ajuda, podendo expressar uma raiva ou emoção que surpreende os outros.
No entanto, deve-se acreditar que as pessoas do tipo 2 exercem posições importantes em contextos de crises familiares.
Sua ingenuidade e generosidade os tornam voluntariosos e úteis, são teimosos e contraditórios. Têm pouco tempo para se dedicar a uma única coisa. Por cuidarem tanto dos outros, acabam esquecendo de si e suas próprias necessidades e desejos.
São sedutoras, adulam os que gratificam seu orgulho, apenas aqueles que parecem dignos de serem seduzidos, podem desprezar os que não consideram dignos. Elas podem ser manipuladoras e chegam a colocar as pessoas umas contra as outras, por serem amigas de várias pessoas.
Trabalham normalmente em áreas em que há relacionamentos com pessoas, como por exemplo vendas, relações humanas e secretariado. Por adorarem envolvolver-se com pessoas, atrai pessoas para perto de si, com facilidade.
Seu ponto de estresse é 8, incorporando o vício luxúria, e seu ponto de segurança é 4, incorporando a estética (bom gosto), quando criativas.

### Tipo 3 - Bem Sucedido
As pessoas do Tipo 3 são competitivas, fazendo um trabalho bom com o objetivo de prosperar. Seu vício emocional inconsciente é a ambição (ganância), por almejarem serem reconhecidos.
Vivem em busca do sucesso, sendo muitas vezes até egocêntricas, cujo objetivo é beneficiar-se. São pessoas absurdamente carentes de atenção, fazendo de tudo para conseguir a aparência de exemplo.
Eles possuem facilidade para disfarçar seus sentimentos. Expressam apenas os sentimentos necessários para obter seus interesses, podem ter sido criados por pais negligentes, daí vem a necessidade de validação externa.
São extremamente competitivas, tendo muito vaidade. Elas se tornam hostis se não receberem o reconhecimento e a admiração de que desejam. Consideram-se eficientes e superiores. Para elas, o importante é o objetivo, os resultados e a eficiência, não se importando com os mínimos detalhes. Para elas "os fins justificam os meios".
Relacionam-se com as pessoas apenas para que elas as ajudem a alcançar seus objetivos, tendo muitas facetas. Evitam contato com pessoas que não são úteis para elas, agindo de forma educada e gentil, tornando-se inacessíveis.
São autoconfiantes e demonstram ser talentosos em relação aos outros. Preocupam-se com a evidência, os holofotes e são completamente vaidosos para manter sua auto-estima. Talvez confundiram admiração com amor, por serem respondidos muitas vezes apenas quando conquistavam medalhas ou prêmios quando crianças, passando a procurarem por admiração. São pessoas aparentemente pomposas.
gostam de estarem no comando, portanto podem parecer arrogantes quando querem o topo, ser o ''melhor'' ou um dos melhores.
Trabalham normalmente em áreas em que há possibilidades de crescimento, como por exemplo vendas, advocacia, administração, consultoria, assessoria, política e trabalhos autônomos. São boas para trabalhar, devido sua eficiência, objetividade e dedicação, tendo boas ideias para conseguir as metas. Sua habilidadede negociação os ajudam a conseguir o que querem. Elas são descomprometidas, mudam de lado ou abandonam algo quando encontram algo melhor. Por isso têm problemas em relacionamentos mais íntimos.
Seu ponto de estresse é 9, incorporando o vício preguiça, e seu ponto de segurança é 6, incorporando a responsabilidade, quando criativas.

### Tipo 4 - Insatisfeito e emotivo
As pessoas do Tipo 4 são as mais complexas e difíceis de compreender, são sentimentais e muito profundas. Seu vício emocional inconsciente é a inveja, devido à sua insatisfação.
As pessoas do tipo 4 são as que mais apresentam diferenças entre si, elas têm dificuldade de perceber seu vício de inveja, por isso têm dificuldades de se identificarem no eneagrama, mas reconhecem sua insatisfação.
Para elas sempre falta alguma coisa ou várias. Suas atitudes são saudosistas, tendem a fazer comparações constantemente e pensam que nada têm. Por conta da hipersensibilidade, tornam-se pessoas mordazmente fechadas, muitas vezes irônicas e queixosas. Por isso são exigentes e detalhistas e se sentem muitas vezes enganadas ou castigadas mais que os outros, sentem como se o mundo conspirasse contra elas.
São sensíveis e instáveis, podendo ter ações histéricas, mudando de humor de forma repentina ou facilmente. Consideram-se injustiçadas.
Elas conseguem perceber o que a maioria das pessoas não percebe, devido sua sensibilidade de percepção. Assim sabem as coisas boas do mundo e isso gera sua sensação de inferioridade.
Valorizam coisas que são quase sempre descartáveis ou vistas como bobas pelos outros, por pensarem ter muita imperfeição em si ou consigo. São românticas por idealizarem uma vida com alguém onde tudo é maravilhoso. São criativas, mas muito pouco objetivas. Por comportarem-se tragicamente, têm tendência a se tornarem artistas. As artes são uma forma delas expressar ou entender seus sentimentos. São individualistas e têm pouco contato com o mundo exterior.
Buscam um significado para sua vida e são carentes de amor, eles têm tendências melancólicas e sofrem por pensarem serem indignos. Elas expressam o sofrimento de maneira criativa para buscar compreensão. Na infância muitas vezes tiveram seu comportamento natural reprimido ou repreendido, não se sentindo encaixadas. Por conta dessa comparação, quando se identificam momentaneamente com alguém, acham que encontraram uma pessoa como eles, se submetendo para agradar a pessoa amada, mas ao perceberem que esses indivíduos possuem desejos e atitudes diferentes, voltam a se enclausurarem por pensarem que nunca vão se sentir entendidas ou amadas pelo que são. Acabam então achando que ser feliz demais ou ter esperanças nas situações não é bom.
O tipo 4 evita sentimentos comuns em relacionamentos, colocando metas que podem ser impossíveis. Sua vida está relacionada a sentimentos e relacionamentos. Às vezes, para elas, quanto mais distantes, mais perfeitas as pessoas lhes parecem.
São pessoas autênticas, por causa de sua crítica e a exigência de originalidade, pois como não se identificaram com os pais tendem a criar uma identidade baseada nos seus gostos subjetivos. Este tipo é bastante solidário com o sofrimento alheio, pois entendem genuinamente como os outros se sentem. Gostam de ser especiais e únicos e têm carência de amor. Quando a vida se banaliza podem ter crises emocionais ou existenciais.
Trabalham normalmente em áreas em que a criatividade e a originalidade possam ser expressadas, como por exemplo artes, psicologia e jornalismo. Gostam de coisas diferentes, querem expressar seus sentimentos, usando sua criatividade.
Seu ponto de estresse é 2, incorporando o vício orgulho, sendo muito passivos para agradar quem ama por medo do abandono e seu ponto de segurança é 1, incorporando a organização (planejamento), quando saudáveis, agindo de maneira produtiva e menos dependente dos outros para se sentirem bem.

### Tipo 5 - Observador e estrategista
As pessoas do Tipo 5 são observadores, são individualistas e não participam dos acontecimentos, fazendo planejamentos de suas ações. Seu vício emocional inconsciente é a avareza, porque temem perder algo ou têm desconforto ao gastar alguma coisa.
As pessoas do tipos 5 vivem mais como observadores dos acontecimentos e preferem se manter fora deles, por isso são frias e aparentemente fóbicos sociais, tendendo a tornarem-se tímidas. Preferem não se envolverem nos eventos, mas querendo ver melhor sem perder seu senso crítico. Preferem estar consigo mesmos, envolvidos em atividades que só dizem respeito a si próprios.
Tendem a ignorar as relações e emoções nas questões da vida. São metódicas e apáticas, dificilmente mudam seu estado emocional e ficam indiferentes com as coisas, as notícias recebidas são pensadas e não expressadas. Não expressam seus sentimentos.
Sentem necessidade de retenção, de acumulação de bens e conhecimento, tendo avareza, porque não conseguem se livrar das coisas que tem, querendo protegê-las, como temessem que se perdessem algo resultaria em um esvaziamento catastrófico e que seria necessário posteriormente. Às vezes abrem mão de conseguir algo para não perder o que já tem.
São pessoas frias e calculistas, que crêem na mente como meio de conseguir as coisas, substituindo emoções por pensamentos. São internamente perfeccionistas, precisam ficar sós para pensar, refletir e inclusive reviver sentimentos, por isso usam a estratégia de autodistanciamento. Consideram-se lógicos e prudentes.
São reservadas, objetivas, analíticas e sérias, sendo mais intelectuais, tendo uma curiosidade pelo entendimento, tornando-se planejadores extremamente racionais. Preferem o racionalismo ao empirismo, nunca desejando o que não seja lógico e nunca expressando sentimentos, que para elas são inadequados. Adoram informação, podendo ter muitos interesses ou alguns em assuntos entendidos por poucos, por isso apreciam a leitura e os livros de informações.
Seu individualismo as torna auto-suficientes, são corajosas. Precisam de tempo para refletir antes de dar respostas e sentem desconforto para decidir sob pressão. Procuram minimizar suas próprias necessidades e reivindicações. Sua vida é organizada de uma maneira compartimentada, para elas as pessoas ao seu redor são divididas de acordo com as atividades. Gostam também de se preparar antecipadamente para os eventos e odeiam surpresas.
São pessoas distantes e inacessíveis, que dão respostas curtas e diretas aos outros, afastando-se das pessoas e mostrando pouca ou nenhuma apreciação pela presença delas, ignorando facilmente as pessoas ao seu redor, incomodando-as. Por isso têm dificuldades para se relacionarem com os outros.
Trabalham normalmente em áreas de planejamento, como por exemplo engenharia, pesquisa e informática, áreas de ciências exatas. São bons para fazer análises e estratégias, sendo eficientes em planejamentos.
Seu ponto de estresse é 7, incorporando o vício gula (por bens, pessoas e principalmente conhecimento), e seu ponto de segurança é 8, incorporando a determinação.

### Tipo 6 - Cuidadoso
As pessoas do Tipo 6 são desconfiadas, porque tem medo de que ocorra algo ruim e preferem preparar tudo com cuidado, para se sentir mais seguro. Seu vício emocional inconsciente é o medo, por isso agem com cautela.
São pessoas atentas, paranóicas e intuitivas, preferem estar preparados e evitar improvisos. Preferem o que conhecem e se preparam para o que não conhecem, como o futuro que é incerto. Procuram clareza em regras e regulamentos, são muito ansiosas e não suportam suspense.
São pessoas desconfiadas e estão sempre em alerta, sua necessidade de segurança fazem elas tomarem precauções contra qualquer ameaça real que perceberam. São realistas e se preocupam demais com o perigo, por isso questionam as ações que fazem e as que as outras pessoas fazem.
Elas são pessoas vigilantes, que percebem sempre o que os outros estão escondendo. São sociáveis, ou no mínimo procuram se cercar por pessoas que possam dar um efeito de segurança, também gostam de ficar em conjunto com outras pessoas. Consideram-se cautelosas e realistas. São dependentes e precisam sempre de um referencial, como um líder, para sustentação.
Não gostam de obedecer às ordens dos outros e procuram questionar intensamente as intenções dos outros, porém são muito leais, principalmente com o grupo, criando um espírito de equipe no grupo de trabalho com muita lealdade.
Preferem evitar os problemas a arcar com as conseqüências. Podem variar de reservadas e tímidas a francas e confrontadoras, mas só estão seguros se o problema for de probabilidade impossível. Preferem ficar mentalmente ocupadas para não pensar, para evitar que pensem em ameaças.
São organizadas, comprometidas e criativas. Questionam as próprias decisões, os motivos dos outros e a segurança de qualquer situação, imaginam as piores situações como uma maneira de se preparar, prevendo possibilidades ruins e procurando evitá-las.
São contestadores e procuram por erros e ameaças, mas são corteses e alegres. Costumam a ficar irritadas com pessoas que não previnem desastres ou considera os desastres muito improváveis.
Trabalham normalmente em áreas de gerências de pessoas e procedimentos, como por exemplo áreas de produção, financeira e relações humanas. O que as ajuda são sua capacidade de perceber riscos e de críticar os processos, prevendo as falhas.
Seu ponto de estresse é 3, incorporando o vício ganância, e seu ponto de segurança é 9, incorporando a tranquilidade…

### Tipo 7 - Feliz e otimista
As pessoas do Tipo 7 são muito otimistas, vendo tudo de forma boa e sempre demonstrando alegria. Seu vício emocional inconsciente é a gula, porque buscam sentir prazer.
São pessoas bem-humoradas e adoram se divertir. São muito otimistas, vendo tudo como fosse melhor e esperando as possibilidades boas. São pessoas encantadoras por causa de sua alegria e entusiasmo, expressam muita felicidade. Odeiam desprazer e evitam entrar em contato com qualquer eventual dor ou sofrimento. São bons em esconder sua tristeza e geralmente mascaram seus problemas intrínsecos com um sorriso falso e piadas prontas. Em contato com situações de tristeza se sentem frustrados e confusos, tentando suprir seus impasses com algum prazer temporário, mas facilmente se entediam com as coisas, e ficam saciadas rapidamente, por isso odeiam rotinas e evadem dos padrões e regras. Odeiam ficar paradas e procuram sempre estar fazendo algo que lhe agrade para se distrair. São imaginativas e criativas, adoram estimular sua imaginação, tendo muitas ideias e planos, que às vezes são impossíveis de existir.
Na infância, pessoas desse tipo sofreram algum tipo de perda muito importante e por conta disso decidem não se apegar as coisas, aproveitando superficialmente os prazeres e sendo desapegadas por medo da dor e tédio.
Por serem otimistas e acreditarem no melhor, têm dificuldades em perceber os valores alheios, porque para elas as coisas são perfeitas, não percebendo o que realmente é bom. Consideram-se improvisadoras. São muito loquazes.
Sobrecarregam com atividades como meio de fugir das dificuldades emocionais, assumindo vários compromissos simultaneamente, mas têm dificuldades para completá-los. Têm boa agilidade mental para lidar com várias coisas ao mesmo tempo, mas dão prioridade ao prazer.
Para eles é muito divertido inventar e iniciar atividades que envolvam outras pessoas. Têm tendência a ser humoristas, por ter prazer em diversão e buscá-la. Abandonam qualquer plano que saibam que pode falhar, quando não sabem dessa possibilidade são positivistas. Agem sem pensar com decisões temerárias.
Pensam a realidade como sua imaginação positivista. Consideram-se confiáveis e, como otimistas, confiam nos outros e acreditam neles. Buscam sempre melhorar as coisas e acreditam que tudo no final se resolve.
Gostam de ter muitos pensamentos e ideias, chegando a pensar que eles são ilimitados e sentem capazes de resolver qualquer problema, são intelectualmente analíticas. Chegam a ser presunçosas e arrogantes, mas são pessoas brincalhonas que preferem ser crianças, evitando responsabilidades e rotina.
Trabalham normalmente em áreas em que não há rotina e é necessário o uso da criatividade, como, por exemplo marketing, vendas, planejamento e negociação. São bons para resolver problemas devido sua criatividade e otimismo, mas são indisciplinados e irresponsáveis, tendo dificuldades com normas ou pessoas rígidas e evitando a rotina.
Seu ponto de estresse é 1, incorporando o vício ira, agindo de maneira reclamona e fechada e seu ponto de segurança é 5, incorporando a objetividade (habilidade de observação), quando saudáveis.

### Tipo 8 - Desafiador e autoritário
A princípio, são sempre contrários a qualquer demostração de fraqueza.
As pessoas do Tipo 8 são rebeldes e autoritárias, porque gostam de desafiar e dominar os outros sem se preocupar com os outros. Seu vício emocional inconsciente é a luxúria, que está relacionada ao seu hábito de dominar os outros e serem sexualmente sádicas.
São autoritárias ao extremo, querendo que tudo seja do seu modo, desprezando a opinião alheia. São pessoas que adoram desafios e odeia ambientes pacatos. Expressam-se de forma direta e objetiva, tendo facilidade em fazer escolhas e reações imediatas a situações.
São pessoas insensíveis, apegadas à força, à justiça e ao poder, sendo dominadoras e agressivas. Gostam de exagerar seus pensamentos, desconsiderando o pensamento dos outros. Gostam de agir, mas não de discutir. Consideram-se realizadoras.
São firmes em suas ações, confrontadoras em suas relações, sendo pessoas rebeldes, que gostar de ir contra. Para atingir seus objetivos são insistentes, teimosas e determinadas. Irritam-se com facilidade e fazem ações radicais facilmente.
Em discussões, podem ficar muito irritados, mas depois seu rancor pode ser esquecido. Odeiam e desprezam pessoas sensíveis e fracas. Buscam o confronto como forma de impor sua supremacia, muitas vezes por simples prazer. Gostam de conquistar e de serem vistos como pessoas fortes.
Na infância, pessoas desse tipo perceberam que sofreram violências absurdas ou conviveram em locais pouco estruturados e de baixa condição, por conta disso, a fonte do choro secou e decidiram não demostrar nenhum vislumbre de fraqueza, esquecendo o que sentem.
Gostam de vingar injustiças, consigo e com os outros, defendem veementemente os oprimidos e chegam a cometer absurdos para proteger ou vingar em nome de quem foi injustiçado. São agressivas, mas muitas das vezes não percebem sua agressividade. São corajosas, grossas e seguras.
Exigem a verdade e dizem sempre o que pensam. Sua ética de justiça é pessoal. Quando alguém não concorda com elas, pensam que está sendo desafiadas, querendo que todos participem. Evitam interioridade e adoram desafiar os outros, para obter estímulo de vida, seus alvos são os mais desafiadores e também os mais evasivos.
Não se preocupam com os outros, para conseguir o que querem preferem tomar, não importando com o que os outros pensam. Dificilmente fazem pedidos, mas quando pedem são autoritários. Têm facilidade em mandar e liderar, dando prioridade à realização, assumem o controle de tudo que fazem, desde as coisas mais banais até as mais significativas.
Trabalham normalmente em uma área relacionada à liderança, como por exemplo liderando empresas. Sendo confiantes e negociadores, procuram crescer, usando métodos diretos e eficazes. O que querem fazer, elas fazem, sendo realizadoras. Podem ser bons líderes, cuidando firmemente dos interesses do grupo, mas só quando coincidem com os seus próprios.
Seu ponto de estresse é 5, incorporando o vício avareza, se escondendo e agindo de maneira submissa aos outros, e seu ponto de segurança é 2, incorporando a generosidade (fazer doação, piedade e inocência), quando saudáveis.

### Tipo 9 - Mediador
As pessoas do Tipo 9 são tranqüilos, que gostam de preservar a paz. Seu vício emocional inconsciente é a indolência, por causa de sua tranqüilidade. São pessoas lerdas, mas são agradáveis, carismáticas e amigáveis, gostam de manter a paz e a ordem, por isso não são competitivas e são mediadoras, dando prioridade ao bem comum. Distraem-se facilmente, raramente é intencional, parece que é por desinteresse. Têm dificuldade de começar a se mover, mas também de parar, quando começam alguma coisa vão até o fim, parecem totalmente ligados à inércia.
Apesar de serem calorosas, tolerantes e acomodadas, são pessoas apáticas, que desenvolveram um estado de anestesia para não sofrerem atritos com a realidade. Tendo preguiça de mudar ou agir, adaptam-se facilmente ao ambiente. Dificilmente tomam decisões, mas quando tomam, são repentinas e firmes.
Expressam serenidade e calma, mesmo não sendo estes seus sentimentos reais. Consideram-se pessoas distraídas, confusas, ansiosas, com memória fraca e conciliadoras.
As pessoas desse tipo, têm também facilidade em se colocar no lugar do outro, ver pelos seus olhos. Sendo assim, são ótimos para resolver conflitos, pois normalmente adotam uma posição imparcial da situação.
Sendo mediadoras, são indicados para resolver conflitos e divergências, mas podem ceder muitas vezes para evitar ou resolver o conflito. São indecisas e procrastinadoras, adiam o que têm que fazer. Deixam até as mais altas prioridades por último, chegando a realizá-las no último momento, muitas vezes esquecem tarefas importantes.
Têm mais facilidade em saber o que não sentem, pensam ou querem. Assim, têm dificuldades em saber o que pensam ou sentem, o que as leva a adotar desejos alheios. São pessoas flexíveis, preservacionistas e solidárias. Tornam-se dependentes dos outros, emocionalmente ou economicamente, devido sua indolência.
Ficam em silêncio em discussões. Não são pessoas sem opinião, a questão é que não às expõem muito facilmente, pois têm dificuldade em se impor. Muitas vezes ficam "em cima do muro" para não causar conflitos. Preferem que sua vida seja calma, estruturada, previsível e confortável. Vivem através dos outros, como a família, a nação ou grupo de trabalho, sentindo se valorizadas assim.
Trabalham nas mais variadas áreas, porque sua facilidade em se adaptar lhes permite trabalhar em mais áreas e se manterem trabalhando, apesar de resistirem inicialmente à mudanças. Normalmente estão nos setores administrativos, secretariado, atendimento ao público e auxiliares.
No decorrer na identificação, essas pessoas podem se identificar com vários ou até todos os tipos, pois se adaptam com facilmente às outras emoções.
Alguns traços físicos dessas pessoas são: mãos pequenas, pescoço curto, tronco largo, braços pendendo dos ombros como se estivessem soltos, rosto com aparência infantil.
Estressam-se quando são forçados a fazer algo que não querem, ficando teimosos e inflexíveis. Demoram a sair dessa condição, assim como demoram a se estressar. Sofrem de ansiedade por ter dificuldade em se movimentar, em tomar alguma atitude. Sua reação pode ser explosiva já que "engolem" muitos sapos até chegar nesse ponto.
Seu ponto de estresse é 6, incorporando o vício medo, e seu ponto de segurança é 3, incorporando a capacidade de realização (ter sucesso), quando criativas.

## Subtipos
Cada tipo do eneagrama está dividido em três subtipos:

### Conservador
Estão focalizados mais em si mesmos e em sua sobrevivência no meio ambiente que habitam. São ligados a bens, posses, conforto material. Podem desejar acumular dinheiro e posses, mas no seu caso não para mostrarem aos demais, mas como uma segurança de sua preservação como seres vivos.

### Sexual
Preferem relações um a um. Em geral são pessoas que estão sempre em busca de um grande amor, uma grande paixão, focalizam sua vida na relação sexo-afetiva.
Em geral gostam de intensidade na vida e buscam intimidade nas relações com os outros mais do que os outros dois subtipos. Podem ser propensos a grande carência afetiva quando estão sem uma relação sexo-afetiva. Em geral são mais diretos e intensos em sua expressão do que os outros subtipos, com muita frequência são indivíduos sinceros e francos, às vezes faltando um pouco de tato, especialmente se o subtipo social for o reprimido.

### Social
Preferem relações em grupo. Em geral são preocupados com a opinião alheia e podem se guiar demais pelas opiniões dos demais e/ou padrões sociais. Podem gostar de fofocas e tudo que envolva o instinto social do ser humano, como encontros sociais e festas. Em geral são pessoas que têm facilidade de fazer amizades.

## Asas
A asa de uma pessoa é o tipo, além do tipo de uma pessoa, que mais se assemelha com ela. A asa pode ser ou o próximo número (acima) ou o anterior (abaixo). O número abaixo do 1 é o 9 e, consequentemente, o número acima do 9 é o 1.
Alguns autores sustentam que o indivíduo será necessariamente influenciado por ambas as Asas de seu Ponto. Por exemplo, um indivíduo de tipo 3 terá necessariamente momentos em que expressará a asa 2 e em outros a asa 4, ficando parecido com esses dois outros tipos nessas ocasiões.
Outros autores e institutos de Eneagrama têm uma abordagem que afirma que o indivíduo tem influência de ambas as Asas do seu Ponto porém em determinado momento da vida, em geral no final da adolescência ou início da idade adulta, o indivíduo elege inconscientemente uma dessas Asas como preferencial. Assim temos na terminologia do Eneagrama de Personalidade a descrição de indivíduos 9w1 (o w é de 'wing' - asa em inglês) portanto 9w1 é um indivíduo de tipo 9 com asa preferencial 1. Outros exemplos: 1w2, 4w5, 5w4, 7w8, 8w7, 9w8, 1w9.

## Ponto desegurançae ponto deestresse
Seguindo as linhas do símbolo do eneagrama, elas levam ao ponto de estresse e ao de segurança. Sendo variações de um tipo com tipos opostos. Começando do 1, indo para o sentido do 4, é o ponto de estresse do 1, continuando, o 2 é o ponto de estresse do 4 e assim sucessivamente. Indo pelo lado contrário, do 1 para o 7 e continuando, é o ponto de segurança. O ponto de estresse do 6 é 3.
Ponto de estresse é o ponto com o qual a pessoa responde a uma pressão ao seu tipo, por exemplo, o 4 se considera inferior e incapaz, e sofrendo com as conseqüências disso, passa para o 2 tornando-se orgulhoso, passando a se achar capaz.
Ponto de segurança é o ponto no qual a pessoa se sente mais acomodada. Sendo tipo oposto, ela tem muita dificuldade de atingi-lo e por isso a busca pelo ponto de segurança seria uma forma de melhorar o tipo. O 4, como exemplo, vê as coisas como maravilhosas e se considera horrível (inveja), no ponto de segurança, 1, ele passa a ser mais crítico com as coisas, não se achando tão ruim.